# Eleição presidencial da Nigéria em 2015
A eleição presidencial nigeriana de 2015 foi a quinta eleição presidencial realizada desde o final do regime militar em 1999. Os eleitores elegeram o presidente da República e os membros da Câmara dos Deputados e do Senado. O então presidente, Goodluck Jonathan, concorreu a reeleição para um eventual último mandato.
As eleições foram primeiramente programadas para serem realizadas em 14 de fevereiro de 2015. No entanto, a comissão eleitoral adiou por seis semanas devido a insurgência do Boko Haram no nordeste do país. O governo fechou suas fronteiras terrestres e marítimas a partir da meia-noite de 25 de março até o fim da votação. A eleição acabou sendo estendida até 29 de março devido a atrasos e problemas técnicos com o sistema biométrico.
Esta foi a eleição mais cara ocorrida na história do continente africano. A Nigéria é o país mais populoso da região, tem a maior economia e é o principal produtor de petróleo. Com os resultados anunciados em todos os estados, o candidato da oposição Muhammadu Buhari elegeu-se presidente com uma vantagem de 2,5 milhões de votos. O presidente Jonathan reconheceu a derrota em 31 de março. Esta eleição marca a primeira vez que um presidente da Nigéria em exercício perde a reeleição.

## Resultados eleitorais
| Candidatos                                             | Partidos                                               | Votos válidos | %     |
| ------------------------------------------------------ | ------------------------------------------------------ | ------------- | ----- |
| Muhammadu Buhari                                       | Congresso de Todos os Progressistas                    | 15 424 921    | 53.96 |
| Goodluck Jonathan                                      | Partido Democrático do Povo                            | 12 853 162    | 44.96 |
| Demais candidatos                                      | Demais partidos                                        | 309 480       | 1.08  |
| Fonte: Comissão Nacional Eleitoral Independente (INEC) | Fonte: Comissão Nacional Eleitoral Independente (INEC) | 28 587 563    | 100.0 |